# صدام الحضارات
صدام الحضارات أو صراع الحضارات (بالإنجليزية The Clash of Civilizations) أو بعنوان «صدام الحضارات وإعادة تشكيل النظام العالمي»، هو مؤلف لكاتبه صامويل هنتنجتون بنظرية صراع الحضارات، التي تقول بصراعات مابعد الحرب الباردة لن تكون بين الدول القومية واختلافاتها السياسية والاقتصادية، بل ستكون الاختلافات الثقافية المحرك الرئيسي للنزاعات بين البشر في السنين القادمة.

## ملخص الأطروحة
في عام 1993، أثار هنتغتون جدلاً كبيراً في أوساط منظري السياسة الدولية بكتابته مقالة بعنوان صراع الحضارات في مجلة فورين آفيرز، وهي كانت رداً مباشراً على أطروحة تلميذه فرانسيس فوكوياما المعنونة نهاية التاريخ والإنسان الأخير. جادل فرانسيس فوكوياما في نهاية التاريخ والإنسان الأخير بأنه وبنهاية الحرب الباردة، ستكون الديمقراطية الليبرالية الشكل الغالب على الأنظمة حول العالم. هنتغتون من جانبه اعتبرها نظرة قاصرة، وجادل بأن صراعات مابعد الحرب الباردة لن تكون بين الدول القومية واختلافاتها السياسية والاقتصادية، بل ستكون الاختلافات الثقافية المحرك الرئيسي للنزاعات بين البشر في السنين القادمة. توسع هنتغتون في مقالته وألف كتاباً بعنوان صراع الحضارات وإعادة تشكيل النظام العالمي جادل فيه بأنه وخلال الحرب الباردة، كان النزاع آيديولوجياً بين الرأسمالية والشيوعية ولكن النزاع القادم سيتخذ شكلاً مختلفاً ويكون بين حضارات محتملة وهي:
- الحضارة الغربية
- الحضارة اللاتينية
- الحضارة اليابانية
- الحضارة الصينية
- الحضارة الهندية
- الحضارة الإسلامية (كل الدول ذات الأغلبية المسلمة)
- الحضارة الأرثوذكسية
- الحضارة الأفريقية
- الحضارة البوذية

هذه المنظمة الثقافية تناقض مفهوم الدولة القومية في العالم المعاصر. لفهم الصراع الحالي والمستقبلي، يجادل هنتغتون بأن الصدوع الثقافية وليس الآيديولوجية أو القومية يجب أن تُقبل نظرياً باعتبارها بؤرة الحروب القادمة. يجادل هنتغتون بأن الاختلافات أو الخصائص الثقافية لا يمكن تغييرها كالانتماءات الآيديولوجية، فبإمكان المرء أن يغير إتنمائه من شيوعي إلى ليبرالي ولكن لا يمكن للروسي مثلاً أن يصبح فارسياً. ففي الصراعات الآيديولوجية، يمكن للناس أن يختاروا الجانب الذي يؤيدونه، وهو ما لا يحدث في الصراع الثقافي أو الحضاري، ونفس المنطق ينطبق على الدين، فبامكان المرء أن يحمل جنسيتين فرنسية وجزائرية مثلاً، ولكنه لا يمكن أن يكون مسلماً وكاثوليكيا في آن واحد.
كما يجادل بأن العوامل الثقافية تساعد في بناء تكتلات اقتصادية متماسكة مثل حالة النمور الآسيوية وتقاربها مع الصين وربما انضمام اليابان إليهم برغم انتمائها لحضارة مميزة بحد ذاتها، وهو ما سيؤدي لنمو الهويات الإثنية والثقافية للحضارات وتغلبها على الاختلافات الآيديولوجية.
في كتابه، ركز هنتغتون على الإسلام وقال بأن «حدوده دموية وكذا مناطقه الداخلية»، مشيراً لصراعات المسلمين مع الأديان الأخرى مثل الصراع في السودان وجنوبه، بين الهند وباكستان والصراعات داخل الهند نفسها بين المسلمين والهندوس وتسائل هنتغتون ما إذا كانت الهند ستبقى دولة ديمقراطية علمانية أو تتحول إلى دولة هندوسية على صعيد سياسي، ومشاكل الهجرة في أوروبا وتنامي العنصرية في ألمانيا وإيطاليا ضد المهاجرين من شمال أفريقيا وتركيا، مشاكل المسلمين التركمان في الصين، صراعات المسلمين الآزيريين مع الأرمن، صراعات المسلمين في آسيا الوسطى مع الروس، صراعات المسلمين الأتراك في بلغاريا، ولكنه حدد الصراع بأنه بين «العالم المسيحي» بقيمه العلمانية من جهة، و«العالم الإسلامي» من جهة أخرى.
أستشهد هنتغتون بالغزو العراقي للكويت عام 1990، فشعبية صدام حسين كانت مرتفعة في أوساط الشعوب العربية والإسلامية برغم أن معظم الأنظمة العربية لم تؤيد موقفه وانضمت لتحالف دولي بقيادة الولايات المتحدة لتحرير الكويت. جماعات الإسلام السياسي عن بكرة أبيها كانت تعارض التحالف الدولي، واستعمل صدام حسين خطاباً شعبوياً صور فيه الحرب بأنها حرب بين حضارات، والجماعات الإسلامية نفت أنه «تحالف دولي ضد العراق» بل «تحالف غربي ضد الإسلام». حتى الملك الحسين بن طلال، والأردن دولة محسوبة على «محور الاعتدال» المتصالح مع الغرب، قال بأنها ليست حرباً على العراق بل «حرب ضد كل العرب والمسلمين».
وضرب مثالاً آخر بالنزاع بين أرمينيا وأذربيجان، فتركيا وجدت نفسها مضطرة لدعم الآذريين بعد أن ألزمت نفسها رسميا بالحياد، الرئيس التركي حينها عام 1992، توركوت أوزال، قال بأن الصحف التركية كانت تمتلئ بصور المجازر وتزايد الضغط الشعبي على السياسيين لتذكير أرمينيا بأن تركيا لا تزال موجودة للدفاع عن الآذريين الذين يشتركون إثنيا مع الأتراك. في هذه الأزمة، الإتحاد السوفييتي الشيوعي «الملحد»، كان مؤيداً لأذربيجان سابقاً ولكن فور انهياره، وجد الروس أنفسهم مضطرين لمساعدة الأرمن الأرثوذكس مثلهم.
المثال الثالث، متعلق بالنزاع في يوغوسلافيا السابقة، حيث أظهر الغرب دعمه للبوسنة لما تعرضوا له من مجازر تطهيرية على يد الصرب دون أي إجراءات عملية تمنع وقوع المجازر ولكن الدول الأوروبية لم تظهر نفس الموقف إتجاه مجازر الكروات بحق الأقلية المسلمة. وبذلت ألمانيا جهوداً إستثنائية لإقناع الدول الأوروبية بالاعتراف بكرواتيا وسلوفينيا، وهما دولتنان بأغلبية كاثوليكية ولكنها اتخذت موفقا وسطاً إتجاه الصرب الأرثوذكس، ووجدت روسيا نفسها أمام ضغط شعبي متصاعد لعدم تدخلها لدعم الصرب، وبحلول عام 1993، كان مئات من المقاتلين الروس يقاتلون في صربيا. على الصعيد المقابل، قامت إيران بتسليح وتدريب من ثلاثة إلى أربعة آلاف مقاتل لمساعدة البوسنة ووجدت السعودية نفسها تحت ضغط متصاعد من جماعات أصولية بداخلها لتحديد موقف واضح مما يجري في ذلك البلد.
يحدد صامويل هنتغتون عدة سيناريوهات لعلاقة الغرب أو «الحضارة الغربية» ويقصد الولايات المتحدة وكندا والإتحاد الأوروبي، وإلى حد ما اليابان، مع «الآخرين». إذ يقول هنتغتون بأن الغرب لا يواجه تحديا اقتصاديا من أحد، وقرارات الأمم المتحدة وصندوق النقد الدولي تعكس بطريقة أو بأخرى مصالح الولايات المتحدة والإتحاد الأوروبي وإن جائت متنكرة باسم «المجتمع الدولي» بغرض إضفاء الشرعية على قرارت تصب في مصلحة الولايات المتحدة بالدرجة الأولى. إذ تستعمل الدول الغربية مزيجا من القوة العسكرية والمؤسسات الدولية والترويج لقيم الديمقراطية والليبرالية لحماية مصالحها وضمان هيمنتها على إدارة العالم. يعقب هنتغتون بالقول أن هذه هي نظرة غير الغربيين على الأقل وفيها جانب كبير من الحقيقة.
يقول هنتغتون بأن النضال والسعي العسكري والاقتصادي للقوة هو ما سيحدد شكل الصراع بين الغرب والحضارات الأخرى مهما حاول الغرب أن يقول أن قيم الديمقراطية وحقوق الإنسان والحرية والعلمانية والدستور هي قيم عالمية تستفيد منها البشرية جمعاء، فوفقاً لهنتغتون، صحيح أن جوانب من الحضارة الغربية وجدت طريقها في حضارات أخرى ولكن قيم الديمقراطية وسيادة القانون والسوق الحر قد لا تبدو منطقية في عقلية المسلمين أو الأرثوذكس وسيؤدي لردود فعل سلبية. وفقا لهنتغتون، الديمقراطية والتعليم يؤدون لعملية «تأصيل» المجتمعات وعودتها لـ«جذورها»، تحضر المجتمعات يؤدي لتبنيها قيما غربية سطحية ولكن شرب كوكا كولا لا يجعل الروسي أميركيا، ولا أكل السوشي سيجعل من الأميركي يابانيا، فانتشار السلع الاستهلاكية الغربية ليس مؤشرا على انتشار الثقافة الغربية.
حدد هنتغتون سيناريوهات للصراع بين الغرب ومن سماهم بالـ«آخرين»:
- أن تحاول تلك الدول عزل نفسها وحماية مجتمعاتها من «الفساد الغربي» وربما الانعزال عن ساحة السياسة الدولية، ولكن ثمن ذلك باهظ ودول قليلة لديها المقدرة على الشروع في خطة كهذه.
- السيناريو الثاني أن تعمل تلك الدولة محالفة الغرب و«تغريب» مجتمعاتها مثل تركيا.
- السيناريو الثالث هو أن تتحالف تلك الدول أو الحضارات مع حضارات غير غربية أخرى وتسعى لتشكيل قوة اقتصادية أو عسكرية معها بغرض تحقيق التوازن أمام الدول الغربية.

يختم هنتغتون بالقول أنه لا يقترح اختفاء الدول القومية، أو بروز هذه الحضارات ككتل سياسية واضحة وموحدة، ولا يقترح أن الاقتتال الداخلي سينتهي، ولكنه يقول أن «الضمير الحضاري» أمر واقعي وحقيقي ويتزايد منذ انهيار الإتحاد السوفييتي، نخب مثقفة في دول غير غربية ستعمل على تقارب بلدانها مع الغرب ولكنها ستواجه بعراقيل كثيرة، الصراع القادم سيكون بين «الغرب والآخرين» والمستقبل القريب يشير إلى صراع بين الغرب والدول ذات الأغلبية المسلمة، وعلى الغرب أن يقوي جبهته الداخلية بزيادة التحالف والتعاون بين الولايات المتحدة والإتحاد الأوروبي ومحاولة ضم أميركا اللاتينية القريبة جدا من الغرب، وكذلك اليابان.

## النقد

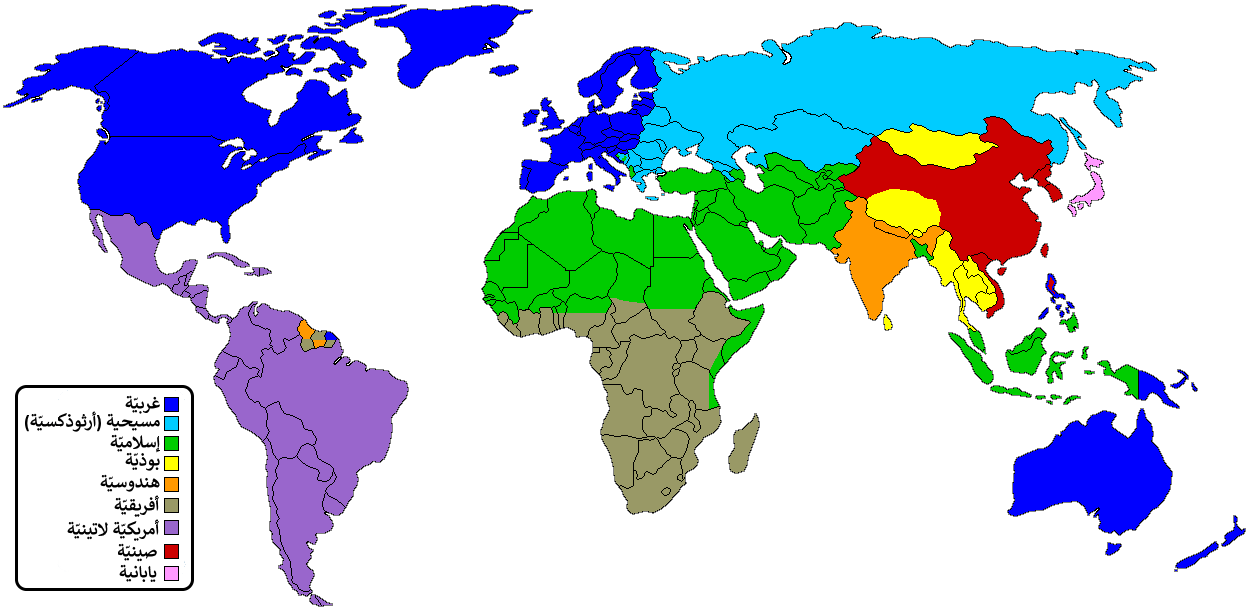

هناك العديد من المشاكل في هذه الأطروحة وعقب هجمات 11 سبتمبر، بدا هنتغتون كما لو كان نبيا. يوجد ما يستحق التقدير في أطروحة هنتغتون ولكن فيها الكثير من المشاكل في الوقت ذاته. تمحورت الانتقادات حول تعامل هنتجتون مع الظواهر السياسية كمسلمات جوهرية في ثقافات الشعوب، تجاهل الحركات البشرية المؤثرة على عملية تبلور الهويات، واتهمت الأطروحة بالبساطة والسطحية. نظريته هذه تلقى رواجاً في أوساط حركات الإسلام السياسي، فهولاء بدورهم لا يعترفون بالدولة القومية ويؤمنون بأن جميع المسلمين حول العالم يشكلون مجتمعاً سياسياً تحكمه الشريعة الإسلامية. يقول إدوارد سعيد بأن هنتغتون إعتمد بشكل كبير على برنارد لويس، وقام بتجسيد كيانات ضخمة وواسعة تسمى «الغرب» و«الإسلام» بتهور. تجاهل هنتغتون التاريخ الطويل التي مرت به أوروبا، ويريد أن يجعل من الحضارات والهويات كيانات مغلقة تم تطهيرها من التيارات الكثيرة التي حركت وتحرك التاريخ البشري. أن يكون المرء مسلماً قد يعني أشياء كثيرة، قد يكون تمثيلاً لمجموعة من القيم والممارسات، قد يكون ارتباطا ثقافياً، تصنيف لدولة أو غير ذلك. فهناك مسلمون يرون ضرورة فصل الدين عن الدولة، وأولئك الذين يعتقدون بوجوب أن تكون الشريعة مصدر التشريع، وأولئك الذين ينظرون إليها على أنها أحد مصادر التشريع، وهناك من يراها غير مرتبطة ولا ينبغي أن تكون ذي صلة في القانون المعاصر.
قدم هنتغتون الإسلام باعتباره كياناً جيوسياسياً موحداً، ولكن مفاهيم «حاكمية الله» و«سيادة الإسلام» ترجع إلى جماعة الإخوان المسلمين وروادها الأوائل حسن البنا وسيد قطب الذي أعاد تعريف الجهاد بأنه «ثورة إسلامية عالمية». تعود جذور الإخوان المسلمين إلى حركة حديثة نسبياً في تاريخ الإسلام تُعرف بالسلفية، وكانت حركة مختلفة عن طبيعتها الحالية، وصفت بالتقدمية الداعية لمراجعة التراث وانتقاد ما اعتبره محمد عبده وجمال الدين الأفغاني جموداً فكرياً في الأزهر. بعد سقوط الدولة العثمانية، رأى الإخوان أن المجتمع المصري وعموم المسلمين حول العالم خسروا الإحساس بالـ«أمة» وفقد الإسلام مكانته على الصعيد السياسي والاجتماعي. فكان لزاماً عليهم إعادة تشكيل المجتمع من جديد الذي وبرغم أغلبيته المسلمة لم يُعرف عن نفسه وفق سرديات الجماعات الإسلامية تلقائياً. بدلالة كثرة التيارات الفكرية التي قدمت فرضياتها المختلفة عن هوية وثقافة مصر في النصف الأول من القرن العشرين، مثل الليبراليين الدستوريين كطه حسين الذي يعد أبرز القوميين المصريين وعلي عبد الرازق الذي انتقد منصب الخليفة في كتابه الإسلام وأصول الحكم، وحزب الوفد الذي لعب دور رئيسياَ في كتابة دستور 1923 وحول مملكة مصر إلى ملكية دستورية. بالإضافة إلى القوميين العرب الذين اقتبسوا الكثير من حركات أقصى اليمين الأوروبية. قمع جمال عبد الناصر للإخوان المسلمين حولهم من حركة اجتماعية إلى ثورية، ووجدوا في السعودية ملجئاً لهم حيث اكتشفوا نسخة أكثر «محافظة» من الإسلام تسمى بالوهابية. تبنى الملك فيصل العالمية الإسلامية لمقاومة القومية العربية. وبعد الثورة الإسلامية في إيران عام 1979، بدأت السعودية بنشر الوهابية كجزء من سياستها الخارجية لممارسة النفوذ ومواجهة أي خطر سياسي محتمل.
أوليفييه روي، عالم سياسة فرنسي، وصف أطروحة هنتغتون بالتبسيطية رافضاً وجود تكتل جيوإستراتيجي إسلامي، مستدلاً بحقيقة أن معظم نزاعات الشرق الأوسط بين مسلمين. يشير روي إلى الفروقات بين الجماعات الإسلامية التي لا تحمل مشروعاً ويبشرون بيوتوبيا إسلامية موعودة مثل تنظيم القاعدة، وبين الحركات التي يصفها بالـ«إسلاموية» كحزب الله اللبناني وحركة حماس التي تحمل مشاريعاً محدودة إقليمياً وقومياً. ويقول لا توجد «جيو-إستراتيجية في الإسلام» مشيراً إلى
أن أغلب الدول ذات الأغلبية المسلمة تعتبر نفسها حليفاً للغرب. نعوم تشومسكي قدم جدالاً مشابهاً قائلاً أن هنتغتون تجاهل مصدر هذه الآيديولوجيا، لا يوجد «صراع حضارات» عندما يكون المتسبب في تحويل مروجي «العالمية الإسلامية» من جماعات هامشية إلى حركات مؤثرة في الدول ذات الأغلبية المسلمة، هو أحد أكبر حلفاء الولايات المتحدة في المنطقة. يضيف أنه وطالما أنهم يضمنون تدفق النفط لـ«مستحقيه»، بامكان السعودية أن تكون ما تريد، فواشنطن لا توجد لديها مشكلة مع التطرف والأصولية وفقا لتشومسكي. افتقار المملكة السعودية لأي سلاح آيديولوجي يتجاوز تسخير عائدات النفط لنشر الوهابية، أحدث إشكالاً في واشنطن منذ النصف الثاني من التسعينات. ولكنه يشير إلى دور السعودية، حليف للولايات المتحدة، في تمويل صعود الوهابية في الدول ذات الأغلبية المسلمة.
في يوليو 2013، أعلن برلمان الإتحاد الأوروبي أن الوهابية هي المصدر الرئيسي لما أسموه بالـ«إرهاب العالمي». إحدى وثائق ويكيليكس تظهر هيلاري كلينتون وهي تقول أن السعودية تشكل مصدراً حيوياً لتمويل الإرهابيين. جوناثن شاو، مساعد رئيس أركان الدفاع البريطاني السابق، قال بأن السعودية وقطر أشعلا قنبلة موقوتة بتمويلهما للإسلام الراديكالي الملهم للجماعات الإسلامية الإرهابية. وفقاً لدراسة نفذتها الإدارة العامة للسياسات الخارجية في الاتحاد الأوروبي، السعودية وقطر مصدر رئيسي لتمويل المنظمات المتمردة والإرهابية منذ 1979، وشملت الدراسة دور الوهابية في تمويل وتسليح الجماعات المتمردة في جنوب وجنوب شرق آسيا، سورية، شمال أفريقيا، ومنطقة الساحل بأفريقيا. وثائق ويكيليكس تظهر انزعاجاً في إثيوبيا من الوهابية، حيث تقول إحدى الوثائق بأن هدف الدعاة الوهابية الممولين سعودياً ليس اعتناق الأغلبية المسيحية للإسلام، بل تغيير ثقافة وقيم المجتمع المسلم في ذلك البلد. زيغمار غابرييل، وزير الاقتصاد والطاقة الألماني، قال في ديسمبر 2015 بأن العديد من المتطرفين الإسلاميين في ألمانيا خرجوا من المساجد والمدارس الممولة من السعودية، مضيفاً بأن الوهابية هي «الأيديولوجيا الكاملة» لتنظيم الدولة الإسلامية وهو «أمر لا نحتاجه ولا نريده هنا في ألمانيا».
علماء سياسة يجادلون بأن هذه الآيديولوجيا وبرغم انتشارها، لا تشكل بديلاً حقيقياً وموضوعياً للديمقراطية الليبرالية أمام الشعوب ولا يمكن وصف تناميها بصراع بين حضارات. يرفض فرانسيس فوكوياما الجدل القائل بأن رفض الحداثة متأصل في المعتقد الإسلامي نفسه ويقول بأن الإسلام مثل المسيحية والهندوسية والكونفوشيوسية وكل التقاليد الدينية أو الثقافية في العالم، هو نظام إستثنائي معقد تطور بطرق متعددة عبر الزمن. ويشير إلى الميول الليبرالية خلال القرن التاسع عشر وبدايات القرن العشرين في كل من تركيا ومصر وإيران. يقول بأن الراديكاليين الإسلاميين يختلفون عن بقية العالم بأن معظم دول أميركا اللاتينية والعالم الثالث يودون محاكاة ما عُرف سابقا بالعالم الحر، بينما يعتقد الإسلاميون أن المجتمعات الغربية فاسدة. وهي نظرة نابعة من تصوراتهم حول العلمانية ويعتبرون مظاهر التحرر دلائل على انحلال وتدهور الغرب. قارن فرانسيس أسباب صعود ما وصفه بالراديكالية الإسلامية بالفاشية الأوروبية، ويقول بأن كثير من المجتمعات المسلمة كانت قروية أو قبلية إلى فترة قريبة وتحضرهم كشفهم أمام نسخة من الإسلام تدعوهم إلى دين أكثر نقاءً. هذه النسخة التي يصفها فوكوياما بالراديكالية قدمت شرحاً خاصاً بها لأسباب فقدان القيم المتوارثة والارتباك الثقافي الذي يتولد عادة مع عملية التحديث في كل المجتمعات. وصف فوكوياما الوهابية بـ«إسلامو فاشية»، وقال بأن السعودية أنفقت مئات الملايين لنشر هذه العقيدة ليس في الشرق الأوسط فحسب، بل حتى داخل الولايات المتحدة. ولكن هذا لا يقترح وجود «صراع بين حضارات» ويقول بأن العالم في نهاية التاريخ بسبب وجود نظام واحد سيستمر بالهيمنة على السياسة الدولية وهو الديمقراطية الليبرالية. الصراع ليس بين ثقافات متساوية بين بعضها البعض بل سلسلة اجرائات آخر نفس لمجتمعات تعتبر وجودها التقليدي مهدد بسبب التحديث، وفقاً لفوكوياما. عدد المسلمين الذين يهاجرون إلى الغرب، ويصوتون في انتخابات أعلى من المتطرفين. والولايات المتحدة لا تخسر حرب الأفكار أمام هذه الجماعات بدلالة ملايين الفارين من تنظيم الدولة الإسلامية مقارنة ببضعة آلاف منضمين إليها. يقول روبرت رايت، صحفي أميركي، بأن هنتغتون يزعم الدفاع عن سلامة جميع الثقافات، ولكنها مجرد طريقة أخرى للقول أن الديمقراطية الليبرالية لا تناسب بعض الشعوب بالشكل الطبيعي الذي ناسب الغرب. الديمقراطية الليبرالية حتى إن لم تغلب على جميع دول العالم، فقد وصلت مرحلة اعتبارها نظام الحكم الأمثل في الرأي العام العالمي. ولهذا السبب تتلاعب الأنظمة السلطوية بالإعلام والانتخابات بتبنيها مظاهر ديمقراطية مزيفة وفقا لفرانسيس فوكوياما.
ليزا ويدين، بروفسور العلوم السياسية بجامعة شيكاغو، تقول بأن معاملة الثقافة في العلوم السياسية تقلل من شأن الطرق الغير متجانسة للناس خلال تجربة نظام اجتماعي ما من داخل وبين المجموعات المختلفة، وتتم المبالغة في القواسم المشتركة، والثبات، وديمومة المعتقدات والقيم. ونتيجة لذلك، مروجوا الجوهرية الثقافية يميلون للمجادلة بطبيعية ظهور المجموعات المتصارعة خلال تحليل النتائج السياسية للعنف العرقي أو الديني، بدلا عن استكشاف الظروف والتجارب التي جعلتهم يظهرون بمظهرهم ذلك. ظواهر اقتصادية وفشل القوميين العرب في تنفيذ وعودهم، كانت بدورها عوامل ساهمت في صعود تيارات الإسلام السياسي وفقاً لويدين. في السبعينيات، بدأت مصر ودول أخرى بالانسحاب اقتصادياً ونفذت إجراءات مثل خصخصة الممتلكات، خفض أو إلغاء الدعم عن السلع، وتحرير الأسعار، والتوقف عن تقديم الخدمات التي إعتاد عليها جيل من الشعب. اتجهت الحركات الإسلامية لسد هذا الفراغ وتوفير السلع والخدمات التي لا تقدمها الدولة. تدابير التحرير الاقتصادي كشفت الشعوب لعدد من السلع المستوردة والسلع الفاخرة في الوقت الذي ولدت فيه عائدات النفط وسياسات الخصخصة، نخبة حديثة النعمة تتمتع بنمط حياة أثار استياء الطبقات الفقيرة والمتوسطة. فالتحرر خلق الأسواق ولكنه عزز إدراك الفساد والهوة الكبيرة في تفاوت المداخيل، وأزال شبكات الأمن الاقتصادية التي اعتمدت عليها الطبقات الفقيرة، فزادت البطالة وشهدت البلدان انفجارات سكانية وتزايدت الفجوة بين الأغنياء والفقراء بصورة مقلقة. مع كل هذه المشاكل، أظهرت الجماعات الإسلامية مهارة تنظيمية إستثنائية لتقديم الضروريات التي لم تعد تقدمها الدولة قبل التحرر الاقتصادي. خطابهم لم يحمل الأنظمة الحاكمة مسؤولية هذا الفشل، وألقى باللائمة على الولايات المتحدة والإستعمار وتبنوا سرديات شعبوية لتفسير الظواهر الاجتماعية، وهو ما تساهلت معه الأنظمة الحاكمة طالما أن سرديات الجماعات الإسلامية ستصرف انتباه الشعوب عنها. ففي حالات، كانت الجماعات الإسلامية مفيدة للسلطة وفقاً لويدين.
صعود جماعات الإسلام السياسي تم برعاية سلطات غير موجهة دينياً. بعد وفاة جمال عبد الناصر، وللخروج من عباءة سلفه وتعبيراً عن عدم رضاه الشخصي عن سياساته الاقتصادية، اتخذ أنور السادات خطاً مختلفاً لـ«تصحيح الثورة»، فأزال الناصريين والاشتراكيين وتبنى مظاهر إسلامية مقدما نفسه كـ«رئيس مؤمن»، وأعلن عفواً عن معتقلي الإخوان المسلمين وطلب من المتواجد منهم في السعودية العودة إلى مصر، وتم تعديل الدستور لتصبح الشريعة الإسلامية المصدر الرئيسي للتشريع. هدف الرئيس السادات كان تشكيل ثقل موازن للناصريين. في اليمن، أحد جبهات حرب الولايات المتحدة على الإرهاب، صعود هذه الحركات كان برعاية رسمية من قبل سلطة غير متدينة وغير آيديولوجية، وعملية «أسلمة» المجتمع و«إعاده تشكيله» تمت بوتيرة أسرع وأكثر وضوحاً وتغلغل التجمع اليمني للإصلاح في كافة مؤسسات الدولة والتعليمية منها تحديداً، بصورة تجاوزت إجراءات السادات المظهرية، لنفس الأسباب وهو أن السلطات الحاكمة في اليمن رأت في تنامي هذه الجماعات مصلحة سياسية. تقول ليزا ويدين، بقمع السلطات للأصوات المعارضة وفشلها في إنتاج مشاريع تنموية فعالة، تغيب الرؤى البديلة للمجتمع والسلطة أمام الناس.
انقسام العالم وفقا لهنتغتون إلى كتل حضارية، لقي انتقادات من نقاد. يقول روبرت رايت بأن كوريا الجنوبية وكوريا الشمالية وتايوان والصين وسنغافورة وفيتنام واليابان كلها دول متقاربة ثقافياً ولكنها متنافرة جداً، والديمقراطيات الرأسمالية المزدهرة من كوريا الجنوبية إلى تايوان تشكل انتهاكاً صارخاً لمنطق هنتنغتون على حد تعبيره. لا يوجد أي سبب للاعتقاد أو ترجيح تحول كوريا الجنوبية من دولة رأسمالية ديمقراطية مزدهرة إلى كوريا الشمالية لمجرد أنهم في الحقيقة شعب واحد، الاختلافات والتحولات الثقافية والسياسية والاقتصادية التي مرت بها كوريا الجنوبية، تجعل التقائها القريب مع كوريا الشمالية صعباً طالما بقي ذلك النظام في الشمال. مشكلة أخرى تكمن في تعريف الولايات المتحدة كأمة مسيحية. إحصائياً، الأميركيون يميلون لأن يكونوا أكثر تديناً مقارنة بالأوروبيين مثلاً، ولكن الممارسات الشخصية لا تقترح بأن الدولة قامت على أساس مسيحي. الإصلاح البروتستانتي لعب دوراً كبيراً في تأسيس الولايات المتحدة وكان جزءاً محورياً من القومية الأميركية خلال سنين البلاد الأولى، وكانت هناك نقاشات مجتمعية ونخبوية متعلقة بذكر الرب في الدستور، كثير من الأميركيين اعتبر عدم ذكر الرب في الدستور «خطيئة وطنية». خلال الحرب الأهلية الأمريكية كان دستور الكونفدراليين أكثر وضوحاً في مسيحيته بينما كان الفيدراليون، الذين انتصروا في الحرب، أكثر ليبرالية بمعايير ذلك الزمان. ولكن هذا يختلف عن القول بأن الحكومة وجدت على أساس مسيحي، فبنود دستور الولايات المتحدة وتعديلاته تشدد على فصل الكنيسة عن الدولة، أو كما قال توماس جيفرسون:«بناء جدار فاصل بين الكنيسة والدولة». بما أن الدستور وتعديلاته شددا على حرية الدين وابتعاد الحكومة عن دعمه أو فرضه أو محاربته، ساعد ذلك في نمو الحركة الدينية تطوعياً ودفع الكنائس إلى تعديل رسائلها لجلب الناس. الثورة الأمريكية ولدت عداءً للاهوت السياسي لكل من الكنيسة الكاثوليكية وملوك بريطانيا البروتستانت، فاحتفل مؤسسوا الولايات المتحدة برؤية لأميركا تمجد إلهاً ديمقراطياً. وغير رسائل الآباء المؤسسون للولايات المتحدة، هناك الوارد في معاهدة طرابلس بين الولايات المتحدة وإيالة طرابلس الغرب العثمانية والتي وقع عليها الرئيس جون آدامز ووافق عليها مجلس الشيوخ، حيث جاء في المادة 11 من المعاهدة أن حكومة الولايات المتحدة لم تنشأ على أساس مسيحي.
أُنتقدت الأطروحة كذلك لتدعيمها نظرة الجماعات الجهادية للعالم. رضا أصلان، كاتب وباحث في الأديان وأستاذ الكتابة الإبداعية في جامعة كاليفورنيا في ريفرسايد، يقول في كتابه «كيف تنتصر في حرب كونية»، بأن تعريف الجماعات الإرهابية للجهاد يخالف التعريف التقليدي له بمعنى النضال ضد المستبد أو مجاهدة النفس لفعل الخير، فتعريفهم له يهدف إلى تحويل قتال غير المسلمين إلى واجب أخلاقي وجزء من هوية في صراع ميتافيزيقي متحرر من كل الاعتبارات السياسية. أطروحة صراع الحضارات وانقسام العالم إلى «حضارة غربية مسيحية» و«حضارة إسلامية» هي بالضبط ذات النثريات التي تستخدمها جماعات الإسلام السياسي وأستخدمها أسامة بن لادن في معظم خطبه وتصريحاته، فأحد أهدافه كان «توحيد المسلمين ضد الغرب الصليبي».
يعزز هذا التوجه إدلاء قوى من الولايات المتحدة بتصريحات بأن الحرب على الإرهاب ليست حربا عادية، وأن وجود الولايات المتحدة في خطر، وأن هذا العدو المتمثل بتنظيم القاعدة ليس مجرد منظمة إجرامية، وفقاً لتعبير أصلان، بل هو النقيض العكسي للولايات المتحدة. صحيح أن القيم والمبادئ التي تحملها الجماعات الإسلامية المتطرفة تناقض القيم التي قامت عليها الولايات المتحدة، ولكن تصوير الحرب بصراع بين حضارات حيث الهوية على المحك هو ما تريده تلك الجماعات. يقول أصلان أن تلك القوى تدرك أن فرص انتصارها معدومة تماماً ما خضعت لشروط الانتصارات العسكرية والسياسية المعروفة في هذا العالم، ومن هنا أتى مصطلح «الحرب الكونية»، فهم يقاتلون لأمر مقدر ومحسوم والله يقف كطرف فاعل في توجيه هذه المعركة. ولذلك كل الشروط الواقعية للانتصار والهزيمة ليست سارية فيها. انغلاق الولايات المتحدة على نفسها وتعاملها مع الأوروبيين والآسيويين والشرق أوسطيين وفق الأسس التي حددها هنتغتون، قد يكون نبوءة ذاتية التحقق. حزب التحرير الإسلامي قدم ورقة كاملة يجادل فيها بحتمية «صراع الحضارات» بين المسلمين من جهة، والمسيحيين والرأسماليين و«حضارتهم» من جهة أخرى.

## روابط خارجية
- صدام الحضارات على موقع الموسوعة البريطانية (الإنجليزية)